# 島牧村立島牧中学校
島牧村立島牧中学校（しままきそんりつ しままきちゅうがっこう）は、北海道島牧郡島牧村にある村内で唯一の公立中学校。

## 概要

### 生徒
- 合計 : 26人（4クラス）
- 1年生 : 6人（1クラス）
- 2年生 : 11人（1クラス）
- 3年生 : 9人（1クラス）
- 特別支援学級（内数）: 1人（1クラス）

2018年（平成30年）5月1日現在

### 教職員
- 合計 : 16人
  - 校長 : 1人
  - 教頭 : 1人
  - 教諭 : 8人
  - 養護教諭 : 1人
  - 栄養教諭 : 1人
  - 事務員 : 1人
  - 公務補 : 1人
  - 運転技術員 : 2人

2018年（平成30年）5月1日現在

## 沿革
- 1990年（平成2年）
  - 3月31日 - 村内の中学校4校（東島牧、島牧、原歌、栄浜）が閉校する。
  - 4月1日 - 島牧村立島牧中学校が開校する。
- 2007年（平成19年）5月 - 平成19年度文部科学省キャリア教育実践プロジェクト推進校の指定を受ける。